# Gunnar Wretblad
Karl Arvid Gunnar Wretblad, född 2 november 1911 i Gävle, död 9 juli 1973, var en svensk psykiater.
Efter studentexamen i Stockholm 1930 blev Wretblad medicine kandidat 1932 och medicine licentiat vid Karolinska institutet 1937. Han innehade olika läkarförordnanden 1937–45, blev förste läkare och t.f. överläkare vid rättspsykiatriska kliniken 1946, biträdande läkare vid Beckomberga sjukhus 1953 och var överläkare där från 1957.
Wretblad var biträdande läkare vid Försvarets sjukvårdsstyrelse 1946–62. Han var ledamot av interneringsnämnden 1952–61, sakkunnig i säkerhetsanstaltsutredningen 1953, ordförande i sektionen för psykiatri vid Svenska Läkaresällskapet 1958–61 och sekreterare i sektionen för psykiatri och neurologi 1942–51. Han författade skrifter i psykiatri och neurologi.